# 康妮·弗朗西斯
康塞塔·罗莎·玛丽亚·弗兰科内罗（英語：Concetta Rosa Maria Franconero，1937年12月12日—2025年7月16日），藝名康妮·弗朗西斯（Connie Francis），是美国流行歌手、女演员。她活躍於1950年代末和1960年代初。康妮·弗朗西斯共有4段婚姻，並於1968年支持理查德·尼克松競選總統。弗朗西斯於2025年7月16日逝世，享壽87歲。